# 副白斑普提魚
副白斑普提魚，又稱副白斑狐鯛，為輻鰭魚綱鱸形目隆頭魚亞目隆頭魚科的其中一種，分布於西太平洋的巴布亞紐幾內亞海域，棲息深度50-115公尺，體長可達9.9公分，棲息在礁石區海域，生活習性不明。

## 擴展閱讀
維基物種上的相關：副白斑普提魚